# Helmut Kuhny
Helmut Kuhny (* 26. Juni 1918 in Eichen, Kreis Lörrach; † nach 1987) war ein deutscher Funktionär der DDR-Blockpartei LDPD. Er war Vorsitzender des LDPD-Bezirksvorstandes Magdeburg.

## Leben
Kuhny absolvierte eine Lehre bei der Reichsbahn. Er war als Reichsbahnassistent tätig. Im Zweiten Weltkrieg leistete er Kriegsdienst.
Nach Kriegsende 1945 war er Angestellter der Stadtverwaltung Weferlingen. 1949 trat er der LDPD bei und wurde bis 1952  Ortssekretär der LDPD. Von 1950 bis 1952 war er Vorsitzender des Ortsausschusses der Nationalen Front in Weferlingen sowie Abgeordneter des Kreistages Haldensleben. 1952 wurde er Sekretär des Kreisvorstandes Klötze der LDPD. Ab 1954 war er Abgeordneter des Bezirkstages Magdeburg und von 1956 bis 1958 Sekretär des Kreisvorstandes Magdeburg der LDPD. Von 1958 bis 1960 war er Sekretär, dann von 1960 bis 8. Juli 1983 Vorsitzender des Bezirksvorstandes Magdeburg der LDPD.
Von 1960 bis 1987 war Kuhny zudem Mitglied des Zentralvorstandes der LDPD. Er war auch stellvertretender Vorsitzender der Gesellschaft für Deutsch-Sowjetische Freundschaft im Bezirk Magdeburg.

## Auszeichnungen
- Vaterländischer Verdienstorden in Bronze (1964), in Silber (1970) und in Gold (1983) sowie Ehrenspange zum Vaterländischen Verdienstorden in Gold (1988)
- Orden Banner der Arbeit Stufe I (1977)[3]